# Distrito electoral de West Laird (condado de Frontier, Nebraska)
West Laird (en inglés: West Laird Precinct) es un distrito electoral ubicado en el condado de Frontier en el estado estadounidense de Nebraska. En el Censo de 2010 tenía una población de 23 habitantes y una densidad poblacional de 0,25 personas por km².

## Geografía
West Laird se encuentra ubicado en las coordenadas 40°40′22″N 100°43′50″O / 40.67278, -100.73056. Según la Oficina del Censo de los Estados Unidos, West Laird tiene una superficie total de 91.66 km², de la cual 91.59 km² corresponden a tierra firme y (0.08%) 0.07 km² es agua.

## Demografía
Según el censo de 2010, había 23 personas residiendo en West Laird. La densidad de población era de 0,25 hab./km². De los 23 habitantes, West Laird estaba compuesto por el 100% blancos, el 0% eran afroamericanos, el 0% eran amerindios, el 0% eran asiáticos, el 0% eran isleños del Pacífico, el 0% eran de otras razas y el 0% pertenecían a dos o más razas. Del total de la población el 0% eran hispanos o latinos de cualquier raza.